# Dubice (Česká Lípa)
Dubice (něm. Klein Aicha / Klein Eicha) je původně samostatnou obcí, která je od 30. června 1960 součástí města Česká Lípa. Rozprostírá se pod Mnišským vrchem, který je součástí hřebenu k 596 metrů vysokému vrchu Kozel.

## Historie
Nejstarší informace o existenci vesničky in villa Dubycz pochází z roku 1391. V tzv.Berní rule z roku 1654 byl název vsi Malé Duby. Patřila k panství novozámeckému (jehož centrum byly dnešní Zahrádky), které patřilo mocnému Albrechtu z Valdštejna. Ten ji odtud administrativně vyňal a protože tehdy v České Lípě založil klášter augustiniánů, zdejší dvorec mu roku 1627 přidělil jako zdroj obživy. Tehdy zde žilo 27 obyvatel. Dvorec kolem roku 1850 přestavěl továrník Schreiner na kartounku, později se z něj staly byty a krátce před rokem 2000 byl zbořen.

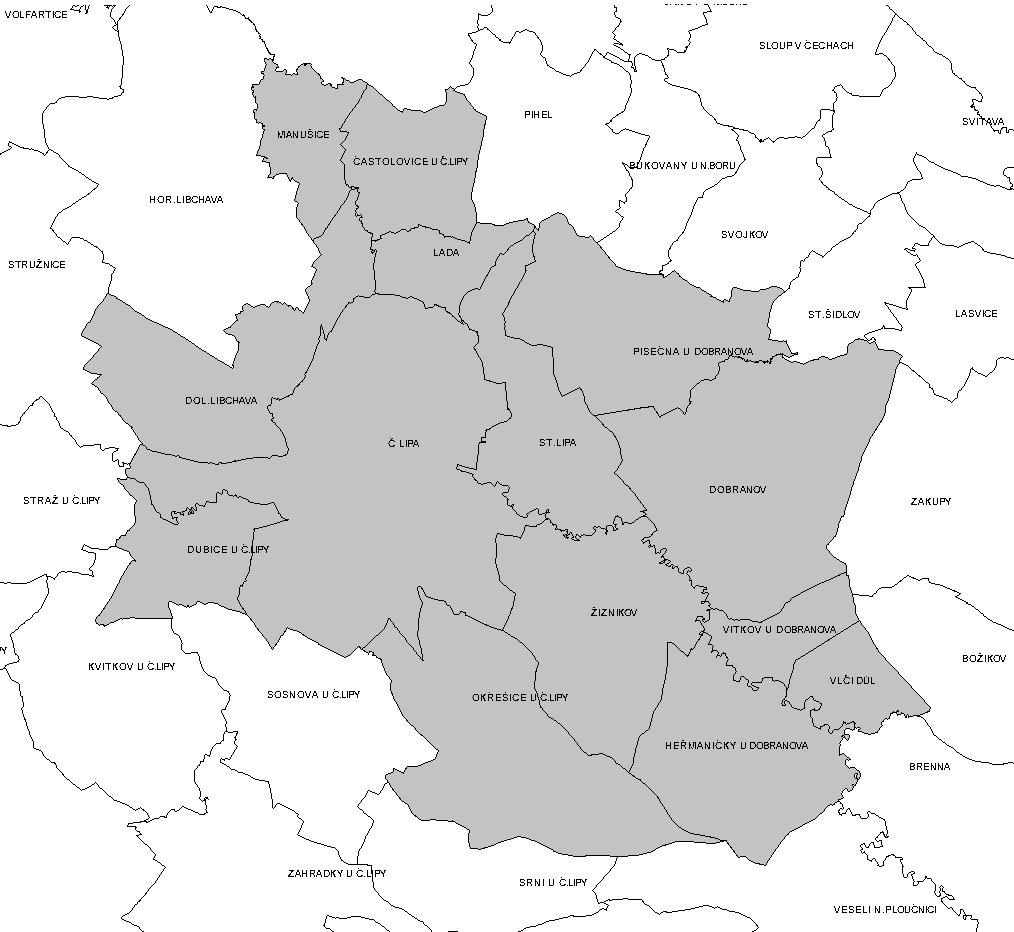
Katastrální členění České Lípy

Ve vsi, která je již stavebně s Českou Lípou spojena, byla také pila, parní mlýn a hlavně panelárna n. p. Pozemní stavby (v r.1970) zřízená s představou využití štěrkopískových naplavenin Ploučnice a Robečského potoka a v r. 1984 rozšířená o další velkokapacitní provozovnu (tzv. panelárna II). Vybagrované partie pak byly zavodněny a u vzniklých vodních ploch bylo postaveno několik rekreačních objektů a koupaliště Dubice. Za ním začíná cesta přes osadu Robeč kolem rybníka Peklo (zvaným také Roubice) do romantického údolí s národní přírodní památkou Peklo, kudy Robečský potok protéká. V roce 1854 se obec jmenovala úředně Klein-Aicha.
Při sčítání lidu koncem roku 1970 zde žilo 438 obyvatel v 171 bytech, 77 domech..
Součásti Dubice se stala administrativně 1. ledna 2007 osada Robeč.

## Průmysl

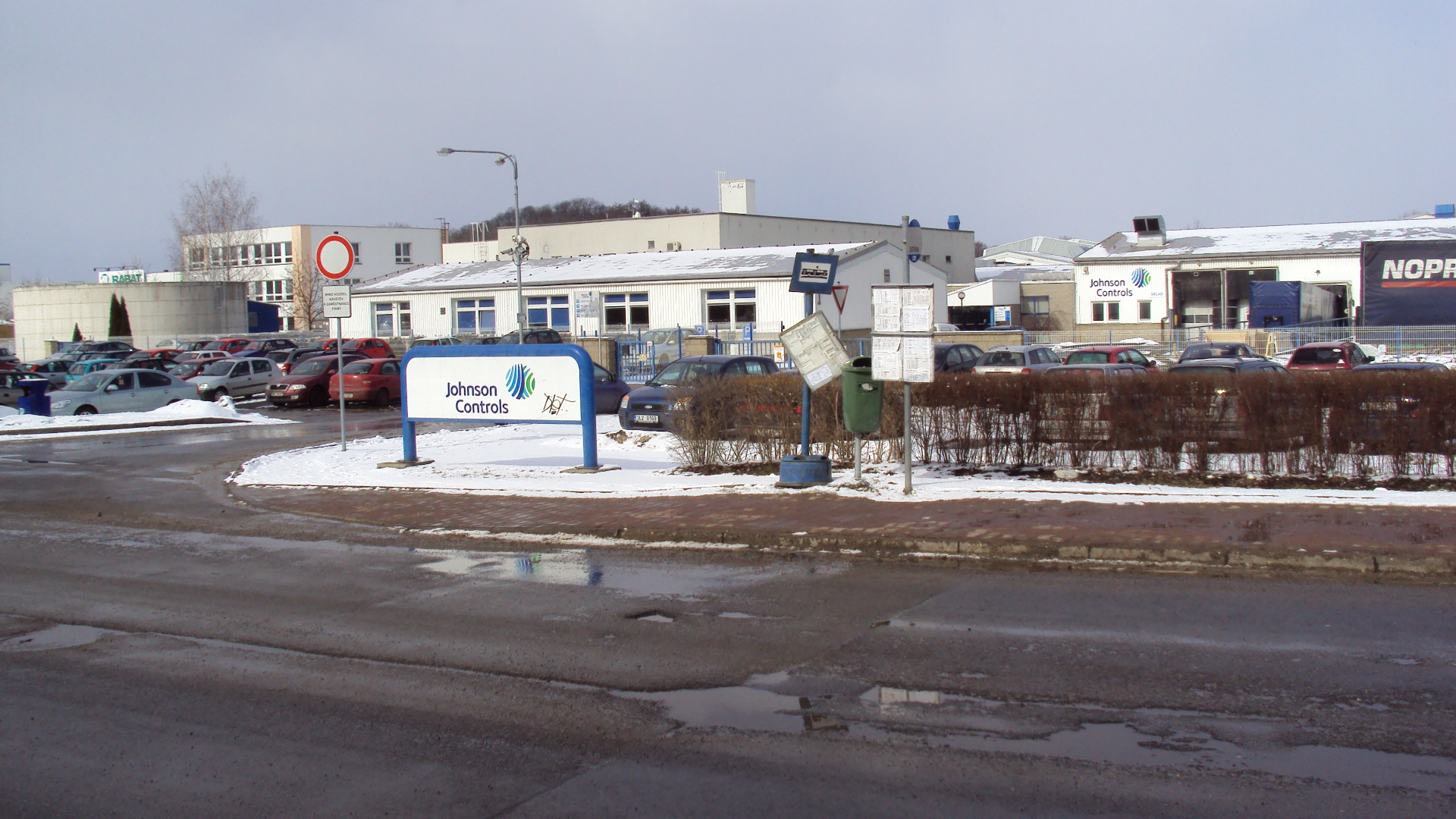
Vstup do areálu firmy Johnson

Mimo zmíněných podniků zde v roce 1901 byly postaveny nové jatky a za první republiky zde vznikla stáčírna plynu, také výrobny baterií a dehtového papíru.
Po roce 1990 se z Dubice stala průmyslová čtvrť. Je zde několik velkých firem z oboru automobilového průmyslu, zaměstnávajících zhruba 5000 pracovníků. Jedná se především o pobočku nadnárodního koncernu Adient, který zde pohltil výrobny firem Baterie, Varta a v roce 2012 se rozhodl v lokalitě U obecního lesa postavit další halu. Mimo ně zde má své provozovny bývalá Vagónka, nyní patřící firmě Alstom, Fehrer Bohemia a řada firem menších. Vzhled čtvrti se zásadně změnil.

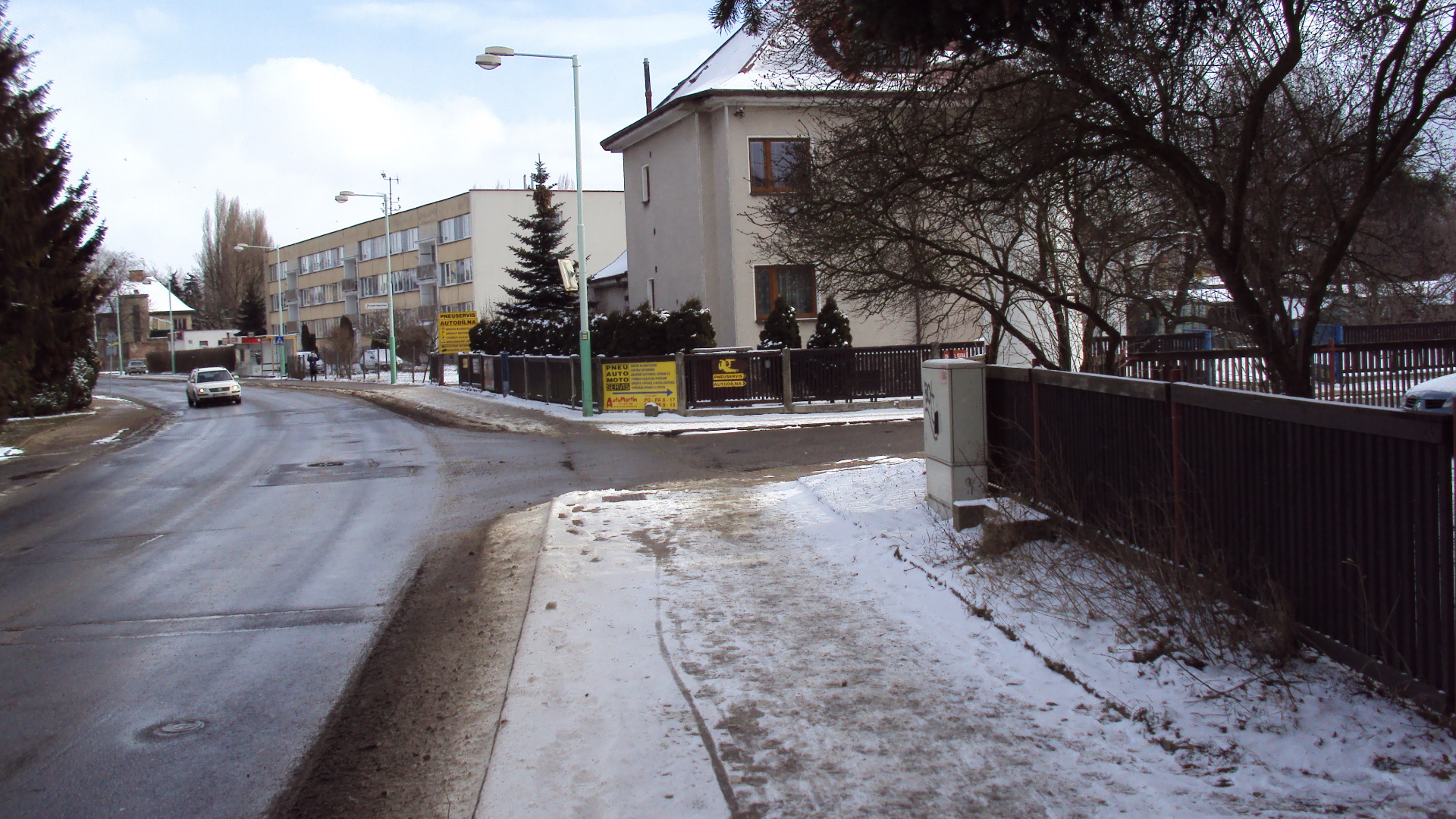
Dubická ulice

## Autokemp a koupaliště
U přírodního koupaliště Dubice z někdejší pískovny byl vybudován autokemp na ploše 7500 m² pro 100 osob. V roce 1989 byl zařazený do kategorie B, provozovatelem byla Drobná provozovna MěstNV Česká Lípa. Na ploše bylo postaveno 20 pětilůžkových chatek.

## Společenské organizace
Ve vsi míval své zázemí vč. hřiště ženský fotbalový tým TJ Spartak Dubice, hrající v sezóně 2015/2016 divizi A, čtvrtou nejvyšší soutěž v Česku. Dále zde působí fotbalový tým mužů, který se po polovině sezóny 2021/2022 nachází na osmém místě čtrnáctičlenné tabulky okresního přeboru Českolipska.
V sousedství jejich hřiště se nachází klubovna Asociace TOM při Klubu českých turistů, jejímž správcem je Zdeněk Šmída.